# 德意志聯邦共和國基本法

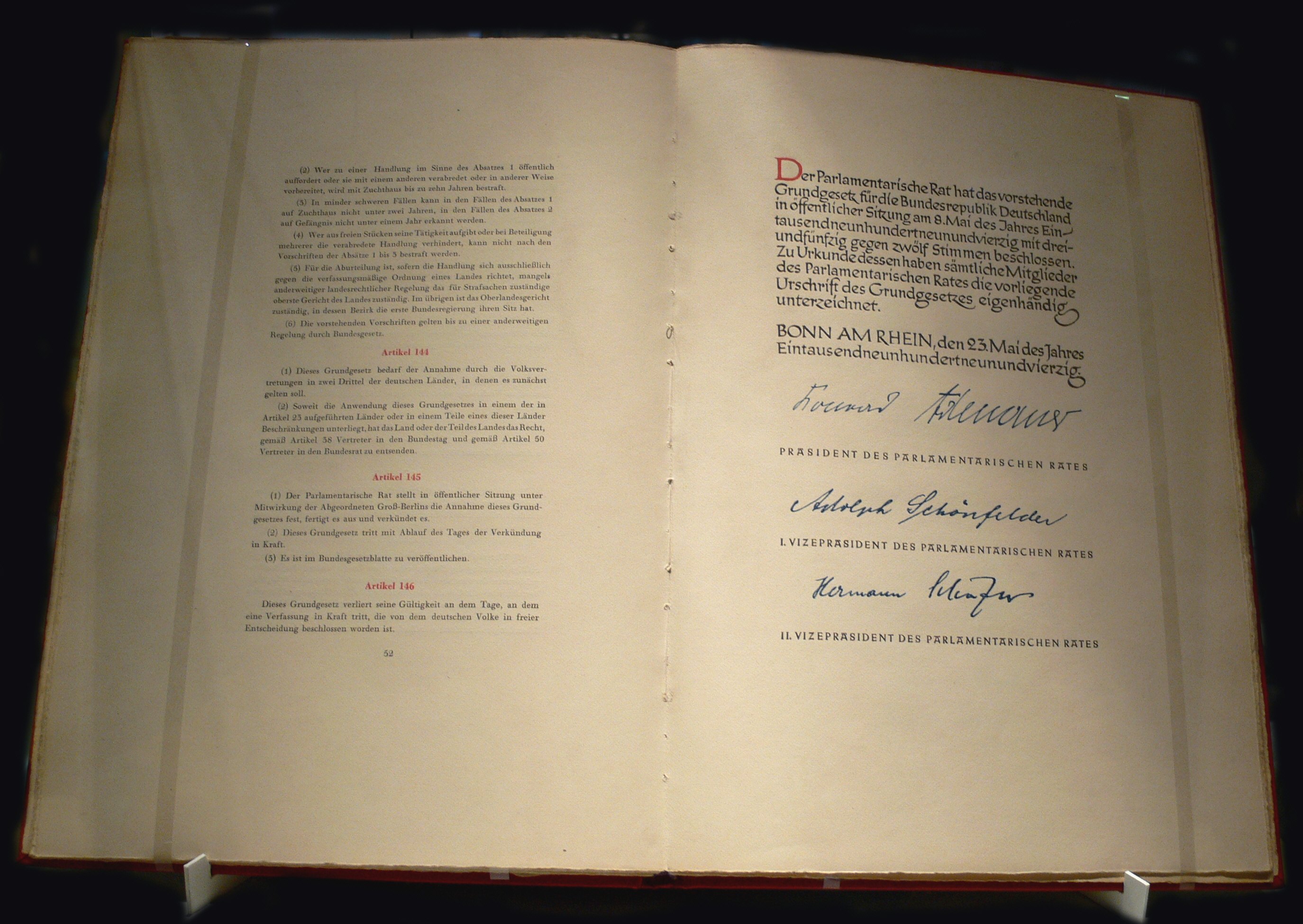
1949

《德意志联邦共和国基本法》（缩写：GG，以下简称《基本法》），是德意志联邦共和国在两德时期制定的一部临时性的实质宪法（德语：materiellen Verfassungsbegriffs），在东、西德统一后经修改成为德国的正式宪法。
虽然没有直接冠以“宪法”的名称，《基本法》在制定之初就已经满足了实质性宪法的所有标准。《基本法》对德意志联邦共和国存在的形式做出了基本决定（德語：Grundentscheidung）：民主国、共和国、社会国、联邦国、法治国的基本原则。除了这些基本决定外，《基本法》还规范了国家组织的权力运作，保障了个人自由，建立了客观的价值体系。
吸取了纳粹德国时期对人权侵犯的教训，《基本法》非常强调对个人“基本权利（德語：Grundrechte）”的保障。《基本法》将所有国家权力约束为直接适用的明文法律（第1条第3款）。根据宪法定义，“基本权利”不仅仅是国家目标；相反，作为一项规则，不需要司法机构来行使它们，也不需要立法机构、行政机构、司法机构与他们绑定。由此可知，“基本权利”应当被理解为个人对国家的防御性权利。
根据《基本法》，联邦宪法法院作为独立的宪法机构对《基本法》的执行情况进行监督与审查，特别是防范其他法律与政府决议对公民“基本权利”的侵害。
《基本法》的修改需须取得联邦议院议员三分之二的同意和联邦参议院表决票数的三分之二的批准才能通过，最近一次修改在2025年3月21日通过，并于2025年3月23日生效。
2025年3月23日生效的《基本法》修正案将放宽“债务刹车”限制。

## 名称来源
“基本法”（Grundgesetz）这一德语词汇最早出现于17世纪，语言学家认为它是对拉丁法律术语“lex fundamentalis”（根本法）的借译词。该名称明确揭示其作为“（国家）根本大法”的实质属性。其他所有法律均被称为“普通法律”（einfachgesetzlich），它们不具备宪法位阶。

## 立法史

### 二战结束至伦敦六国会议前夕
在伦敦六国会议召开前，同盟国方面就已开始敦促各占领区内参与政治活动的德国人士着手规划未来德国的国家架构。1947年6月12日，英国军事总督布莱恩·罗伯逊爵士要求其占领区设立的“区咨询委员会”（Zonenbeirat）就战后德国的国家结构提出建议。
在英占区内，社民党主张建立强大中央政府的构想尚具可行性；而在包括巴伐利亚、符腾堡和巴登等地在内的德国南部地区，则具有深厚联邦主义传统，当地的主流意见倾向于摒弃纳粹时期的单一制国家模式，恢复德国传统的联邦体制，赋予各州自治权与自主地位。“德意志联邦共和国”（Bundesrepublik Deutschland）这一国名最早于1947年5月由法国占领当局在符腾堡-霍亨索伦地区正式使用。
这一时期，各州代表在宪法讨论中发挥了重要作用。相比之下，由于尚未建立全国性组织体系，各政党领导层的影响力较为有限，难以作为全国性政治力量发挥作用。尽管如此，1947至1948年间，各党派的政治分歧已日趋明显：联盟党于1948年4月提出具有鲜明联邦主义特征的《德意志联邦宪法基本原则》（Grundsätze für eine Deutsche Bundesverfassung）；而社民党早在1947年《纽伦堡纲领》（Nürnberger Richtlinien）中就明确反对任何分裂行径，坚决主张维护“国家统一”（Reichseinheit）。

### 1948年伦敦六国会议
1948年2月至3月以及4月至6月期间，美、英、法三个西方占领国与德国的三个邻国——荷兰、比利时和卢森堡在伦敦举行会议，重点商讨西方占领区的政治重组问题。随着冷战序幕的拉开，这是二战主要战胜国首次在排除苏联的情况下举行会谈。
三国占领当局最初立场迥异：
- 英国：实行中央集权制的英国对“单一制还是联邦制”并无特别倾向，其关注重点在于如何实现西方占领区与苏占区的顺利统一；
- 美国：主张建立一个仅包含西方占领区的德意志联邦国家；
- 法国：最大限度削弱德国为首要目标，坚持要求延长占领期、暂不建国，并将萨尔地区并入法国版图。

在阻挠建国的立场未能获得支持后，法国转而赞成建立联邦制国家，但要求对重工业实施国际监管。最终会议最终作成了《伦敦建议》（Londoner Empfehlungen），其中建议西方占领区各军事总督授权占领区内各州总理召开制宪会议，筹备建立具有“自由民主政体”的西德国家，使德国逐步恢复主权，同时保留盟军对鲁尔区的控制权，以及为避免德国局势升级而建立相关安全机关的权力。
法国国民议会经过激烈辩论（297票赞成对289票反对），并在美英两国施压下才勉强批准该文件。

### 法兰克福文件
《伦敦建议》在德国反响消极，1948年7月1日西方占领区军事长官在美因河畔法兰克福的I.G.法本公司大楼（今歌德大学西区校区）向德国西部占领区各州总理/市长移交的三项授权书，即《法兰克福文件》（Frankfurter Dokumente），且文件当中采用了更为友善的措辞。这标志着占领当局正式授权德国地方政府筹建一个西德国家。
《法兰克福文件》实际上是三项授权书的总称。在这三项授权书中，作为核心文件的《第一号文件》（Dokument Nr. I）“建议”：各州总理召开制宪会议并制定一部基于民主原则的联邦宪法，且该宪法应“最适合恢复当前分裂的德国之统一”。此外，宪法草案须先获占领当局批准，并在随后举行公投。若西方占领区内的11个州当中，有三分之二以上的州同意该宪法草案，即为通过。宪法及其后续修正案仍须获得军事总督的批准。占领当局刻意避免给人留下强加宪法原则的印象，甚至未对各州总理设置回复期限，仅规定制宪会议最迟须于1948年9月1日召开。
《第二号文件》（Dokument Nr. II）要求各州总理重新审定各州边界并提出调整建议；《第三号文件》（Dokument Nr. III）则列明军事总督保留权限的事项，如德国对外贸易仍由军事总督控制、鲁尔区管理机构隶属占领当局等。这些条款将纳入与宪法同步生效的《占领法规》（Besatzungsstatutes）。

### 科布伦茨决议
在收到《法兰克福文件》后数日内，西德各州政府与州议会展开密集磋商。1948年7月8日至10日，西德各州总理齐聚法占区科布伦茨的“骑士崖”会议中心，但东德总理则未获邀请。这次会议即“科布伦茨会议”（Rittersturz-Konferenz）。
与会者一致反对建立可能导致德国永久分裂的西德国家，并因此拒绝召开制宪会议。符腾堡-霍亨索伦副总理卡洛·施密特主张仅维持临时体制，直至“能共同建立全德国家”。为强调临时性，各州总理拒绝使用“宪法”（Verfassung）称谓，采纳汉堡市长马克斯·布劳尔提议的“基本法”（Grundgesetz）概念。
会议通过了《科布伦茨决议》（Koblenzer Beschlüssen）。该决议原则上接受《法兰克福文件》，但明确反对《占领法规》现有条款。军事总督们对此强烈不满，认为该决议妄图否定伦敦与法兰克福文件效力——颇具讽刺的是，法方总督皮埃尔·柯尼希曾暗中鼓动德方抵制。美方总督卢修斯·克莱尤其担忧这将引发法国要求修改伦敦决议。在7月20日的后续会议中，各州总理被明确告知坚持决议的严重后果，最终被迫接受制定正式宪法（而非临时基本法）的要求。
但在尼德瓦尔德宫会议上，各州州长仍以《科布伦茨决议》为指导框架，坚持使用“基本法”名称以彰显临时性，并确立两项关键修正：
- 以各州议会选举产生的“议会委员会”（Parlamentarischer Rat）取代“制宪会议”（verfassungsgebende Versammlung）；
- 改公民投票为州议会批准程序。

德方主张此举系因主权未完全恢复且不具备全德立宪条件，该解释最终获军事总督认可。

### 海伦基姆湖宪法会议
1948年8月10日至23日，受西德各州总理委托，宪法会议（Verfassungskonvent）在海伦基姆湖的旧宫召开。这个专家委员会的核心任务是“起草一部可供议会委员会作为工作基础的宪法草案”。
然而，最初会议的任务尚不明确：是制定完整的《基本法》草案，还是仅提供草案纲要。尽管如此，会议成员在讨论中仍形成了若干重要共识，其中一部分观点最终被写入《基本法》，包括：设立强势的联邦政府、引入中立的国家元首（较《魏玛宪法》大幅削弱其权力）、基本排除全民公投，以及后来“永久条款”（Ewigkeitsklausel）的雏形。
与会代表就德国宪政重建问题展开激烈讨论，其中的主要议题包括何者拥有制宪权？何者有权建立新的宪政秩序？以卡洛·施密特为代表的多数派认为，德国人民仍是主权主体，1945年德国战败投降仅导致国家“暂时失能”，而非主权消亡；西德只能制定过渡性的《基本法》，而非正式宪法，以避免分裂永久化；反对建立“西德国家”，认为缺乏“西德国家民族”基础，主张构建“国家碎片”（Staatsfragment）。以巴伐利亚总理府主任安东·普法伊弗尔为代表的少数派认为，德国已因被“完全征服”（Debellatio）而丧失主权，需建立新国家，并主张由各州组建“德意志诸州联盟”（Bund Deutscher Länder），赋予联邦有限权力，强化行政权。此外，各州代表权的设计当时已存在争议，这一争议在之后的整个议会委员会审议期间持续存在。
最终，会议提交了长达95页的《海伦基姆湖报告》（Herrenchiemsee-Bericht），其中包含详细的说明性章节和一部完整的《基本法》草案（即《基姆湖草案》，Chiemseer Entwurf）。该草案由149项条款构成，附有若干替代性建议和评注。报告系统地讨论了当时西德面临的所有重要宪法问题，其中设计的西德国家秩序被明确界定为“双重（空间-时间维度）临时方案”。会议多数意见认为，目前各州的任务“并非重建德国国家主体，而是明确限定于西部领土范围内进行临时性重组”。该报告也成为《基本法》的制定基础。
该会议的方向性筹备工作对议会委员会的《基本法》草案产生重大影响。同时，赫伦基姆湖会议也是各州总理对《基本法》施加影响的最后机会。
部分政党领袖对此次宪法会议持保留甚至反对态度，认为其仅基于“德国各州总理的私人协议”而产生。他们主张，唯有政党才有权提议和拟定《基本法》草案，而非各州总理。鉴于此，主要政党也自行制定了宪法草案并提交总理审议。
《赫伦基姆湖报告》被转交至威斯巴登的各州总理联席会议常设办公室，但政党方面并未直接获得该文件。1948年8月31日，各州总理联席会议在尼德瓦尔德狩猎宫审议了该报告及各政党草案，最终将所有材料移交议会委员会。
值得注意的是，草案中关于紧急状态条款的设想，即赋予联邦政府及受影响州政府极大行政权力（包括紧急法令权及中止基本权利），未被纳入最终通过的《基本法》。

### 议会委员会

#### 议会委员会的工作
议会委员会基于宪法会议在两周内制定的联邦民主法治国家原则，起草了新宪法。委员会成员秉持的“简明宪法”（Verfassung in Kurzform）理念，其核心要义在于明确“波恩不同于魏玛”（ Bonn nicht Weimar sei ）的定位，并规定宪法应具有时空上的临时性。根据这一理念，只有经全国民主程序制定并获得合法性的宪法文件，才能被正式称为“德国宪法”（Verfassung für Deutschland）。
《基本法》在序言中将国家统一列为宪法目标，即“统一使命”（Wiedervereinigungsgebot），并通过（现已废止的）《基本法》第23条予以规定。然而，本应根据《基本法》第146条在统一后举行的宪法公投，因“德意志民主共和国加入德意志联邦共和国《基本法》适用范围”而未能实施。1993年10月12日，联邦宪法法院第二庭在驳回（仅间接涉及此问题的）宪法申诉时作出解释：“《基本法》第146条并未赋予个人提起宪法诉讼的权利（参见《基本法》第93条第1款第4a项）”。
议会委员会的65位成员常被称为“《基本法》之父”（Väter des Grundgesetzes）。事实上，当时有四位女性也参与了《基本法》。这四位“《基本法》之母”（Mütter des Grundgesetzes）分是伊丽莎白·塞尔伯特、弗里德里克·纳迪希、海伦妮·韦塞尔和海伦妮·韦伯。其中，伊丽莎白·塞尔伯特顶住重重阻力，成功将男女平等条款（《基本法》第3条第2款）写入《基本法》当中。
新近研究表明，在妇女政策领域，西方占领区与苏占区（SBZ）女性政治家之间的联系发挥了关键作用。在苏占区，德国民主妇女联合会（DFD）下设的宪法委员会（Verfassungskommission）长期致力于相关工作，该委员会及其主要成员对《德意志民主共和国宪法》（“东德宪法”）第7条平等权利条款的制定发挥了重要影响。通过凯特·克恩、赫塔·戈特赫尔夫与最终促成此事的伊丽莎白·塞尔伯特之间的个人联系，东德宪法的表述甚至启发了《基本法》第3条第2款的制定：“男女享有平等权利。”
议会委员会成员由西德各州议会按人口比例和议会党团在州议会内席位占比选出。北威州选派17人，巴伐利亚州13人，下萨克森州9人，黑森州6人，其余各州1至5人不等。65名成员中，基民盟／基社盟和社民党各占27席，自民党5席，德意志党、中央党和德共各2席。两大党势均力敌的格局，使得任何一方都无法独自主导基本法制定，从而必须在核心问题上达成妥协。在此过程中，小党团的投票立场往往对具体条款的通过起决定性作用。

#### 《基本法》的批准与生效
经过激烈辩论（内容主要涉及从魏玛共和国失败、第三帝国及第二次世界大战中应吸取的教训），1949年5月8日，自1948年9月起在波恩集会的议会委员会以53票赞成、12票反对通过了《基本法》草案。反对票来自基社盟、德意志党、中央党和德共的议员。
选择这一日期具有特殊意义——正值德国国防军无条件投降周年纪念日，为此议会委员会主席阿登纳特意将表决安排在临近午夜时分进行。1949年5月12日，英、法、美占领区军事总督批准了该草案，但附加了若干保留条款。
根据《基本法》第144条第1款规定，草案须经当时适用该法的德国各州中三分之二州议会批准。5月18日至21日期间，各州议会相继表决。制宪者刻意回避了全民公投程序。最终，十个州议会通过了《基本法》。
唯独巴伐利亚州议会于1949年5月19日至20日夜间以101票反对、63票赞成、9票弃权的表决结果（180名议员中有7人缺席）否决了《基本法》。这项否决动议由巴伐利亚州政府提出。
与社民党和自民党立场不同，在巴伐利亚州议会占多数的基社盟反对《基本法》。该党担忧联邦权力过大，要求强化联邦制特征，例如赋予联邦参议院平等的立法权。但通过另一项单独表决（97票赞成、70票弃权、6票反对），即巴伐利亚州仍以“自由州”身份接受了《基本法》的约束力，前提是全国三分之二的州完成批准程序。

1949年5月23日，议会委员会举行会议，由主席和副主席签署并颁布《基本法》（《基本法》第145条第1款）。宪法文件首先由议会委员会65名具有表决权的成员中的63人签署。除两名持反对意见的共产党议员外，其余成员均完成签署。随后，无表决权的西柏林议员、西德11个州的总理和州议会议长依次签署，最后由大柏林市议会议长奥托·苏尔和市长恩斯特·罗伊特完成签署。
1949年5月23日，这个日子标志着我们民族多舛历史的新篇章：今日，德意志联邦共和国将载入史册。凡亲身经历1933年以来岁月者，必当怀着激动的心情见证新德国的诞生。

——康拉德·阿登纳于《基本法》签署仪式后的演说
根据《基本法》第145条第2款规定，本法于当日结束时生效——具体时间存在两种表述：或为5月23日24时，或为5月24日0时。至此，德意志联邦共和国正式宣告成立。这一历史性时刻已载入宪法序言。
根据《基本法》第145条第3款规定，本法在《联邦法律公报》（Bundesgesetzblattes）第一号正式颁布。宪法原件，即《基本法》原始文本，现保存于联邦议院。该基本法同样适用于西柏林地区，但其效力受限于盟军管制当局的相关措施，而这些保留条款排除了联邦机构对柏林直接行使国家主权的可能。

## 内容

### 概述
《基本法》由序言、基本权利条款（第1-19条）、准基本权利条款（第20条第4款、第33条、第38条、第101条、第103条及第104条），以及内容广泛的国家组织法构成。国家组织法规定分为基本原则的列举（第20-29、34条）、区分各联邦机构职权的内部组织规定（第38-69条）以及协调联邦和州之间关系的规定（第30-32、35-37、70-146条）。
《基本法》采用“Artikeln”而非“Paragrafen”作为划分单位，后者是德国法律当中（如《民法典》《刑法典》《商法典》等）通常使用的条文划分单位。
作为一部联邦宪法，《基本法》与各州宪法并存。各州在隶属于联邦的同时仍保持自身的联邦州属性，并在警察与治安法、教育事业以及地方法规等领域享有相当程度的自主权。
《基本法》分为以下十四章：
- 第一章 基本权利（Die Grundrechte，第1-19条）
- 第二章 联邦与各联邦州（Der Bund und die Länder，第20-37条）
- 第三章 联邦议院（Der Bundestag，第38-49条）
- 第四章 联邦参议院（Der Bundesrat，第50-53条）
- 第四A章 联席委员会（Gemeinsamer Ausschuß，第53a条）
- 第五章 联邦总统（Der Bundespräsident，第54-61条）
- 第六章 联邦政府（Die Bundesregierung，第62-69条）
- 第七章 联邦立法（Die Gesetzgebung des Bundes，第70-82条）
- 第八章 联邦法律的执行与联邦行政管理（Die Ausführung der Bundesgesetze und die Bundesverwaltung，第83-91条）
- 第八A章 共同任务（Gemeinschaftsaufgaben，第91a、91b条）
- 第九章 司法（Die Rechtsprechung，第92-104条）
- 第十章 财政制度（Das Finanzwesen，第104a-115条）
- 第十A章 共同任务防御状态（Verteidigungsfall，第115a-115l条）
- 第十一章 过渡与最后条款（Übergangs- und Schlußbestimmungen，第116-146条）

此外，《基本法》还通常附有1919年8月11日的德国宪法（魏玛宪法）的部分条款。根据《基本法》第140条的规定，魏玛宪法第136至139条及141条的规定属于《基本法》的构成部分。这些条款涉及德国政教关系和宗教自由的宪法基础。

### 基本权利
《基本法》在“基本权利”章（第1至19条）规定了个人（人权或普遍权利，即普遍基本权利）特别是德国公民（公民权利或德国人权利，即德国人基本权利）对国家权力主体所享有的权利。国内“法人”（juristische Personen，即具有全部或部分法律能力的非自然人）原则上也可享有基本权利，只要这些权利按其性质适用于法人（第19条第3款）。基本权利主要体现为权利主体对抗公权力干预的防御权，但也在私法领域产生（通常为间接的）第三方效力。在特定情况下，基本权利还赋予公民要求国家提供给付的权利，包括参与现有国家保障措施的权利（参与权、派生给付权、程序权），甚至要求建立新保障措施的权利（原始给付权）。
例如，《基本法》第1条第1款承认私人生活核心领域享有绝对保护，这是联邦宪法法院从人性尊严推导出的不可侵犯的法律制度，
权利受侵害的公民可通过宪法诉愿主张基本权利（第94条第1款第4a项）。
具有基本权利类似性质的地方自治权（第28条第2款），市镇可通过地方宪法诉愿主张该权利（第94条第1款第4b项）。

### 国家组织法
《基本法》中的国家组织法可分为三大体系：
- 一般性原则规定（第20-29条、第34条）
- 联邦与各联邦州关系规范（第30-32条、第35-37条、第70条及以下、第83条及以下）
- 德国国家内部组织规范（第38-69条、第76条及以下）。主要规定联邦与联邦州两级政府间的权限划分（联邦权限），以及涉及联邦机关的设立、组成与职权（联邦机关权限）和相关程序。

第20条确立了五大国家基本原则：民主国、共和国、社会国、联邦国以及法治国。根据第28条第1款的“同质性条款”（Homogenitätsklausel），这些原则同样适用于各州。值得注意的是，部分国家组织法规定也见于“基本权利”章节，而某些具有基本权利同等效力的条款则规定在国家组织法部分。
第79条第3款包含所谓“永久保障条款”（Ewigkeitsklausel），明确规定：《基本法》之修改不得触及第1条（人性尊严）和第20条确立的核心原则，即基本权利中的人性尊严核心内容与国家结构原则的本质要素（第79条第3款第3项）。

### 联邦机关权限
德国国家内部组织规范规定了联邦各国家机关之间的权限划分。联邦宪法机关主要包括：联邦议院、联邦参议院、联席委员会、联邦总统、联邦大会、联邦政府、协调委员会（Vermittlungsausschuss）和联邦宪法法院。
联邦议院和联邦参议院共同负责联邦立法。联邦参议院并非各州机关，而是由各州政府代表组成的联邦机关。各州代表必须统一投票。联邦法律由联邦议院通过后，须立即提交联邦参议院。后续程序分为异议性法律和同意性法律两类：
对于异议性法律，联邦参议院可在三周内要求召开由联邦议院和联邦参议院非受命代表组成的协调委员会。若调解委员会提出修改建议，联邦议院需重新表决；若联邦参议院同意法律或未及时要求召开调解委员会，则法律成立。调解程序结束后，联邦参议院可在两周内提出异议，而联邦议院可驳回及时提出的异议。若联邦参议院放弃或撤回异议，则法律成立。
关于设立州行政机关及执行联邦法律时行政程序的规定，需各州承担四分之一或以上支出的联邦法律以及关于税收的联邦法律（其收入部分归属各州或市镇）属于同意性法律。若联邦参议院以多数票同意，则法律成立；否则可要求召开调解委员会。此外，联邦政府和联邦议院也可要求召开调解委员会。若调解委员会提出修改建议，联邦议院需重新表决，而联邦参议院可接受或拒绝该表决结果。若未召开调解委员会或未提出修改建议，联邦参议院应在合理期限内表决。
联邦政府与联邦议院共同负责国家治理，并通过联邦机关执行特定联邦法律。联邦总统作为国家元首，主要履行代表职能。关于总统在签署联邦法律时的审查权限存在争议，一般认为其需审查法律通过程序的正确性（形式审查权）。
《基本法》在其适用范围内具有高于一切法律和其他国内法源的地位。联邦宪法法院负责监督其遵守和解释，主要裁决以下事项：联邦机关间的争议、各州与联邦间的争议、州法与联邦法的兼容性（具体诉讼程序或应联邦议院、联邦政府或州政府申请的抽象审查）、市民及团体的宪法诉愿、市镇关于自治权受侵犯的申诉。
联席委员会是防御状态下的联邦立法机关。

### 联邦层级权限
《基本法》确立的联邦层级权限原则类似于欧盟法中的有限授权原则（《欧盟条约》第4条第1款、第5条第1-2款）：原则上，立法权、行政权和司法权属于各州，除非《基本法》明确将这些权限赋予联邦。在存疑情况下，国家职能应归属于各州。
联邦在立法、行政和司法领域的权限配置各不相同。在联邦专属立法领域，各州仅在由联邦法律明确授权时才有立法权（第71条）。第73条列举了联邦享有专属立法权的事项范围。第74条规定了联邦的竞合立法权，只要联邦未行使该权限，各州即可在此领域进行立法（第72条第1款）。
在执法领域，联邦也仅在被特别授权时拥有权限（联邦直接行政）。第87条及以下条款赋予联邦的行政权限远少于其立法权限。通常情况下，各州以自主行政方式执行联邦法律（第84条）。在此领域，联邦政府对各州执行联邦法律的情况行使法律监督权。第三类情况是各州受联邦委托执行联邦法律。此时联邦政府（第85条第4款第2句）和联邦最高主管机关（第85条第3款第1句）不仅行使法律监督权，还实施专业监督。
司法系统原则上也属于各州事务。联邦仅可设立《基本法》明确规定的州法院。

### 和威瑪憲法的區别
同威瑪憲法相比，《基本法》圍繞着人权保護而制定，樹立了人权作为基本政治法律价值的基础上，才有可能防止悲剧的重演。
首先，基本法把有关公民基本权利的内容从魏玛宪法的第二编挪到了第一章，目的是强调公民先于国家，公民的基本权利先于国家权力，基本权利是国家权力的来源。即使是现在，在世界各国宪法中，这种体例也是不多见的。
其次，魏玛宪法中没有“人的尊严”的规定，而《基本法》则把它规定为第1条第1款：“人的尊严不可侵犯，尊重它和保护它是政府的责任”。在学术上，一般认为，这种规定使人的尊严成了整个德国宪法体制、国家制度和政府行为的基础，甚至是德国政府所应奉行的基本国际关系准则。事实上，在当代德国人看来，人的尊严构成了人权的出发点，如果不把人当人看，就无所谓人权。所以，紧接着在第2款中规定：“为此，德国人民确认不容侵犯的和不可转让的人权是所有人类社会、世界和平与正义的基础”。在第3款中规定：“下列基本权利有直接法律效力，约束立法、行政和司法”，从而确认将基本人权通过制宪而转化为法律权利，并由国家强制力予以保障。
再次，魏玛宪法规定的公民权利也不在少数，但终归于无用，希特勒随意就废除了它们（魏玛宪法并未被正式宣布失效，但被授權法束之高阁）。所以，《基本法》采取了三项措施来保证不再发生这种事情：
第一个措施是确立德国的“自由民主基本秩序”不受侵犯，任何公民如滥用自由权，危及自由民主基本秩序，就会丧失自由（第18条）。
第二个措施是在《基本法》第79条第3款中规定，该法第1、20两条不得修改（还有联邦制），其中第20条规定的是人民主权、联邦制、法治、社会福利这四项宪法基本原则。所谓“不得修改”，是绝对不许触动，但在1994年增加了第20甲条，规定生态环境保护问题，形成了“半宪法原则”（由于是在第20条之后增加的“20a”，所以属于宪法原则性的规范，即与第20条有同质性的条文）。由于第79条作出了这种规定，因此实际上它也成了不能修改的条文了。
第三个措施是规定了公民的“抵抗权”（Recht zum Widerstand），就是说，在其他各种方法均不足以制止对自由民主基本秩序的破坏的话，全体德国人都有权抵抗。这种规定多少属于一种象征性的规范，同时也是一种不得已的下策：在不能绝对排除重新走向专制可能性的情况下，人民作为主权者，有权行使反抗的权利，因而实际上是《美国独立宣言》“政府须经被统治者同意”、“重新订立契约”的另一种表述。
最后，议会不再是“最高国家权力机关”，它把宪法的解释权让渡给了联邦宪法法院，使后者负起监督宪法实施，保障公民权利与自由的责任。魏玛宪法下的国会负有监督宪法的职责，但实际上根本就没有监督，因为一方面它不会宣布自己的法律违宪（柯克和洛克都说“一个人不能当自己案件的法官”），另一方面议会并不适于成为调解社会矛盾的机关，因为它是代表各种利益的，不同部分的议员代表不同利益，而这些利益不可能调和，只有处于中立地位的法院才能做到公正。另外，联邦宪法法院不断适用《基本法》，实际上就使《基本法》不断地调整社会关系，从而不仅使宪法得到人们的尊重，因为宪法是“权利保障书”，适用宪法总体上对个人权利保护有利；适用《基本法》也使它本身不易于遭到破坏和践踏——法官只客观地适用法律，不能以自己的意志代替法律的意志；如果是政治家（议员）运用法律，政治利益就会高于法律的意志了。建立宪法法院，是《基本法》为自己所设计的最后一道防线，事实证明，到目前为止，也是最有效的一道防线。
在其他方面，同魏玛宪法相比，《基本法》里没有紧急状态权力，例如1933年德国联邦大总统采用国会大厦消防法令来暂停基本权利、剝奪国会中的共产党議员資格，完成了希特勒全面夺权的重要一步。人权的暂停也将根据第20条和79条被视为非法的，如上所述。
联邦政府的宪法地位也得到了加强，因为德国总统的权利只有前德国联邦大总统权力的一小部分。联邦政府现在只依赖于议会。联邦大总统的职位被认为是“替补皇帝”（Ersatzkaiser），意指虽然废除了帝制，帝国总统却依旧拥有相当于皇帝的权力，从而弱化了政党政治的角色。
现行《基本法》要罢黜总理，议会要进行建设性的不信任动议表决，即一个新的总理选举。新程序的目的是要比魏玛宪法拥有更好的稳定性，过去体制下倒阁，却不能在任用新总理意見上达成一致，导致內阁难产、权力真空。此外，之前国会可用不信任动议罢黜个别部长，而现在它必须对整个内阁投票。

### 《基本法》自1949年以来的发展历程

#### 概述
1949年，议会委员会通过了《德意志联邦共和国基本法》。使用“基本法”这一名称，主要是为了强调该宪法文本的临时性。这部法律作为暂行规定，仅在德国分裂期间有效，直至国家重新统一。此后，其将由德国公民通过自由自决制定的正式宪法取代。
但相类似的实践表明，以“基本法”为名的宪制性法律并不必然具有临时性质，斯堪的纳维亚地区和荷兰等国的宪法名称同样存在类似情况。并且，《基本法》的正式名称使用了“适用于”（für）而非“属于”（der）德意志联邦共和国，也符合常规的法律术语用法。
在联邦德国40年的宪法实践中，《基本法》被证明是一个成功的典范。因此，重新统一后的德国对制定新宪法的需求，远远无法超越对保持法律连续性的诉求，德国人民也并不希望通过自由自决来制定一部新宪法。
除了一些细微修改外，《基本法》仍以原有的成熟形式保留下来。根据《统一条约》（Einigungsvertrag），《基本法》的序言和第146条等部分条款进行了调整。
自1949年5月23日颁布以来，《基本法》已进行了约60余次修改。1949年版本包含序言及146项条款。此后，因废除部分条款（如第74a条和第75条）并新增若干条款（如第53a条、第91d条、第120a条等），至2010年《基本法》的条文数量已增至191条。由于未重新发布完整文本，原始条款序号得以保留，因此《基本法》至今仍以第146条作结。其中第45d条是首个（也是目前唯一）带有官方标题的条款（“议会监督委员会”，Parlamentarisches Kontrollgremium）。
在公告实施之后，《基本法》经历过若干重大修订。1956年为恢复义务兵役制及建立联邦国防军，联邦议院对该法进行了重要修改，同时引入了所谓的“国防宪法”（Wehrverfassung）条款。1968年，由基民盟/基社盟和社民党组成的大联合政府通过了极具争议的“紧急状态宪法”（Notstandsverfassung，主要体现为第115a条至第115l条）。1969年还实施了财政宪法改革（Finanzverfassung，第104a条至第115条）。
德国统一后的修宪努力最终以1994年小幅修订告终（即“1994年宪法改革”，Verfassungsreform 1994），其结果令部分人士失望。不过，各政党达成共识：应尽可能保留这部久经考验的《基本法》。
尽管有观点主张，特别是为了加强《基本法》在原东德地区的认同，应举行全民公投以确认这部在全德通行且不再具备临时性特征的宪法，但该提议最终遭多数否决。同样未被采纳的还包括屡次提出的引入全民立法权（Volksgesetzgebung）等直接民主要素的建议，尽管这类条款如今已写入所有联邦州的宪法。
2004年，联邦与各州组成的联邦制改革委员会（Föderalismuskommission）就重新划分立法权限及联邦参议院表决权展开磋商，最终因教育政策分歧无果而终。大联合政府成立后，经调整的联邦制改革方案才得以进入议会审议程序。
其他重要修订包括：
- 1992年：对欧盟成员资格条款作出新规定（《基本法》第23条）。
- 1994年（及2002年补充）：将环境保护和动物保护纳入国家目标条款（第20a条）。
- 最具政治争议的修订：1993年：限制庇护权；1998年：通过：“大监听”条款限制住宅不受侵犯权（第13条第3至6款，2004年联邦宪法法院裁定符合《基本法》）。
- 重大制度改革：2006年：通过联邦制改革方案，大幅调整立法权限划分；2009年：在金融危机背景下推进第二次联邦制改革，进一步理顺财政宪法中的权责关系。

#### 《基本法》修正案
《基本法》只能由符合《基本法》第79条中特别要求的明文法律所修改。根据《基本法》第79条第2款，对《基本法》的修正要求三分之二的德国联邦议院议员（Bundestag）和德国联邦参议院（Bundesrat）三分之二投票通过。这一安排通过排除临时或微弱多数的决策权，从制度上大幅提高了修宪难度。
值得注意的是，根据《基本法》第79条第3款，对《基本法》的修改不得触及若干核心宪政条款，包括：基本权利的直接约束力、联邦制国家结构以及民主政体形式。尽管存在此类刚性限制，《基本法》仍然是世界上修改次数最多的宪法之一。《基本法》的最近一次修改在2025年3月21日通过，并于2025年3月23日生效。
| 序号 | 修正案                                     | 通过日期       | 联邦法律公报         | 涉及的条款                                                                           | 修改形式 |
| ---- | ------------------------------------------ | -------------- | -------------------- | ------------------------------------------------------------------------------------ | -------- |
| 1    | 刑法修正案                                 | 1951年8月30日  | BGBl. I S. 739, 747  | 143                                                                                  | 废止     |
| 2    | 新增第120a条                               | 1952年8月14日  | BGBl. I S. 445       | 120a                                                                                 | 新增     |
| 3    | 对第107条的修改                            | 1953年4月20日  | BGBl. I S. 130       | 107                                                                                  | 修改     |
| 4    | 新增条款                                   | 1954年3月26日  | BGBl. I S. 45        | 73, 79                                                                               | 修改     |
| 4    | 新增条款                                   | 1954年3月26日  | BGBl. I S. 45        | 142a                                                                                 | 新增     |
| 5    | 对《基本法》第107条第2款的修改             | 1954年12月25日 | BGBl. I S. 517       | 107                                                                                  | 修改     |
| 6    | 金融宪法法                                 | 1955年12月23日 | BGBl. I S. 817       | 106, 107                                                                             | 修改     |
| 7    | 新增条款                                   | 1956年3月19日  | BGBI. I S. 111       | 1, 12, 36, 49, 60, 96, 137                                                           | 修改     |
| 7    | 新增条款                                   | 1956年3月19日  | BGBI. I S. 111       | 17a, 45a, 45b, 59a, 65a, 87a, 87b, 96a, 143                                          | 新增     |
| 8    | 修改《基本法》中第106条                    | 1956年12月24日 | BGBI. I S. 1077      | 106                                                                                  | 修改     |
| 9    | 在《基本法》中新增第135a条                 | 1957年10月22日 | BGBI. I S. 1745b     | 135a                                                                                 | 新增     |
| 10   | 新增条款                                   | 1959年12月23日 | BGBI. I S. 813       | 74                                                                                   | 修改     |
| 10   | 新增条款                                   | 1959年12月23日 | BGBI. I S. 813       | 87c                                                                                  | 新增     |
| 11   | 在《基本法》中加入空中交通管理条款的修正案 | 1956年2月6日   | BGBI. I S. 65        | 87d                                                                                  | 新增     |
| 12   | 第12《基本法》修正案                       | 1961年3月6日   | BGBI. I S. 141       | 96a                                                                                  | 修改     |
| 12   | 第12《基本法》修正案                       | 1961年3月6日   | BGBI. I S. 141       | 96                                                                                   | 修改     |
| 13   | 第13《基本法》修正案                       | 1965年6月16日  | BGBI. I S. 513       | 74                                                                                   | 修改     |
| 14   | 第14《基本法》修正案                       | 1965年7月30日  | BGBI. I S. 649       | 120                                                                                  | 修改     |
| 15   | 第15《基本法》修正案                       | 1967年6月8日   | BGBl. I S. 581       | 109                                                                                  | 修改     |
| 16   | 第16《基本法》修正案                       | 1968年6月18日  | BGBI.I S. 657        | 92, 95, 96a, 99, 100; 96a wird 96                                                    | 修改     |
| 16   | 第16《基本法》修正案                       | 1968年6月18日  | BGBI.I S. 657        | 96 a.F.                                                                              | 废止     |
| 17   | 第17《基本法》修正案                       | 1968年6月24日  | BGBl. I S. 709       | 9–12, 19, 20, 35, 73, 87a, 91                                                        | 修改     |
| 17   | 第17《基本法》修正案                       | 1968年6月24日  | BGBl. I S. 709       | 12a, 53a, 80a, 115a–l                                                                | 新增     |
| 17   | 第17《基本法》修正案                       | 1968年6月24日  | BGBl. I S. 709       | 59a, 65a Abs. 2, 142a, 143                                                           | 废止     |
| 18   | 第18《基本法》修正案 (第76条与第77条)      | 1968年11月15日 | BGBI. I S. 1177      | 76, 77                                                                               | 修改     |
| 19   | 第19《基本法》修正案                       | 1969年1月29日  | BGBI. I S. 97        | 93, 94                                                                               | 修改     |
| 20   | 第20《基本法》修正案                       | 1969年5月12日  | BGBI. I S. 357       | 109, 110, 112–115                                                                    | 修改     |
| 21   | 第21《基本法》修正案（金融改革法）         | 1969年5月12日  | BGBI. I S. 359       | 105–108, 115c, 115k                                                                  | 修改     |
| 21   | 第21《基本法》修正案（金融改革法）         | 1969年5月12日  | BGBI. I S. 359       | 91a, 91b, 104a                                                                       | 新增     |
| 22   | 第22《基本法》修正案                       | 1969年5月12日  | BGBI. I S. 363       | 74, 75, 96                                                                           | 修改     |
| 23   | 第23《基本法》修正案                       | 1969年7月17日  | BGBI. I S. 817       | 76                                                                                   | 修改     |
| 24   | 第24《基本法》修正案                       | 1969年7月28日  | BGBI. I S. 985       | 120                                                                                  | 修改     |
| 25   | 第25《基本法》修正案                       | 1969年8月19日  | BGBI. I S. 1241      | 29                                                                                   | 修改     |
| 26   | 第26《基本法》修正案                       | 1969年8月26日  | BGBI. I S. 1357      | 96                                                                                   | 修改     |
| 27   | 第27《基本法》修正案                       | 1970年7月31日  | BGBl. I S. 1161      | 38, 91a                                                                              | 修改     |
| 28   | 第28《基本法》修正案                       | 1971年3月18日  | BGBl. I S. 206       | 75, 98                                                                               | 修改     |
| 28   | 第28《基本法》修正案                       | 1971年3月18日  | BGBl. I S. 206       | 74a                                                                                  | 新增     |
| 29   | 第29《基本法》修正案                       | 1971年3月18日  | BGBl. I S. 207       | 74                                                                                   | 修改     |
| 30   | 第30《基本法》修正案                       | 1972年4月12日  | BGBl. I S. 593       | 74                                                                                   | 修改     |
| 31   | 第31《基本法》修正案                       | 1972年7月28日  | BGBl. I S. 1305      | 35, 73, 74, 87                                                                       | 修改     |
| 32   | 第32《基本法》修正案                       | 1975年7月15日  | BGBl. I S. 1901      | 45c                                                                                  | 新增     |
| 33   | 第33《基本法》修正案                       | 1976年8月23日  | BGBl. I S. 2381      | 29, 39, 45a                                                                          | 修改     |
| 33   | 第33《基本法》修正案                       | 1976年8月23日  | BGBl. I S. 2381      | 45, 49                                                                               | 废止     |
| 34   | 第34《基本法》修正案                       | 1976年8月23日  | BGBl. I S. 2383      | 74                                                                                   | 修改     |
| 35   | 第35《基本法》修正案                       | 1983年12月21日 | BGBI. I S. 1481      | 21                                                                                   | 修改     |
| 36   | 德国统一条约                               | 1990年9月23日  | BGBI. II S. 885, 890 | 《基本法》序言, 51, 135a, 146                                                        | 修改     |
| 36   | 德国统一条约                               | 1990年9月23日  | BGBI. II S. 885, 890 | 143                                                                                  | 新增     |
| 36   | 德国统一条约                               | 1990年9月23日  | BGBI. II S. 885, 890 | 23                                                                                   | 废止     |
| 37   | 修正案                                     | 1992年7月14日  | BGBI. I S. 1254      | 87d                                                                                  | 修改     |
| 38   | 修正案                                     | 1992年12月21日 | BGBI. I S. 2086      | 24, 28, 50, 52, 88, 115e                                                             | 修改     |
| 38   | 修正案                                     | 1992年12月21日 | BGBI. I S. 2086      | 23, 45                                                                               | 新增     |
| 39   | 《基本法》修正案                           | 1993年6月28日  | BGBI. I S. 1002      | 16, 18                                                                               | 修改     |
| 39   | 《基本法》修正案                           | 1993年6月28日  | BGBI. I S. 1002      | 16a                                                                                  | 新增     |
| 40   | 修正案                                     | 1993年12月20日 | BGBI. I S. 2089      | 173, 74, 80, 87                                                                      | 修改     |
| 40   | 修正案                                     | 1993年12月20日 | BGBI. I S. 2089      | 87e, 106a, 143a                                                                      | 新增     |
| 41   | 修正案                                     | 1994年8月30日  | BGBI. I S. 2245      | 73, 80, 87                                                                           | 修改     |
| 41   | 修正案                                     | 1994年8月30日  | BGBI. I S. 2245      | 87f, 143b                                                                            | 新增     |
| 42   | 修正案                                     | 1994年10月27日 | BGBI. I S. 3146      | 3, 28, 29, 72, 74–77, 80, 87, 93                                                     | 修改     |
| 42   | 修正案                                     | 1994年10月27日 | BGBI. I S. 3146      | 20a, 118a, 125a                                                                      | 新增     |
| 43   | 修正案                                     | 1995年11月3日  | BGBI. I S. 1492      | 106                                                                                  | 修改     |
| 44   | 修正案                                     | 1997年10月20日 | BGBI. I S. 2470      | 28, 106                                                                              | 修改     |
| 45   | 修正案                                     | 1998年3月26日  | BGBI. I S. 610       | 13                                                                                   | 修改     |
| 46   | 修正案                                     | 1998年7月16日  | BGBI. I S. 1822      | 39                                                                                   | 修改     |
| 47   | 修正案                                     | 2000年11月29日 | BGBI. I S. 1633a     | 16                                                                                   | 修改     |
| 48   | 修正案                                     | 2000年12月19日 | BGBI. I S. 1755      | 12a                                                                                  | 修改     |
| 49   | 修改《基本法》第108条                      | 2001年11月26日 | BGBI. I S. 3219      | 108                                                                                  | 修改     |
| 50   | 修改《基本法》第20a条                      | 2002年7月26日  | BGBI. I S. 2862      | 20a                                                                                  | 修改     |
| 51   | 修改《基本法》第96条                       | 2002年7月26日  | BGBI. I S. 2863      | 96                                                                                   | 修改     |
| 52   | 《基本法》修正案                           | 2006年8月28日  | BGBI. I S. 2034      | 22, 23, 33, 52, 72, 73, 74, 84, 85, 87c, 91a, 91b, 93, 98, 104a, 105, 107, 109, 125a | 修改     |
| 52   | 《基本法》修正案                           | 2006年8月28日  | BGBI. I S. 2034      | 104b, 125b, 125c, 143c                                                               | 新增     |
| 52   | 《基本法》修正案                           | 2006年8月28日  | BGBI. I S. 2034      | 74a, 75                                                                              | 废止     |
| 53   | 《基本法》修正案                           | 2008年10月8日  | BGBI. I S. 1926      | 45, 93                                                                               | 修改     |
| 53   | 《基本法》修正案                           | 2008年10月8日  | BGBI. I S. 1926      | 23 Abs. 1a                                                                           | 新增     |
| 54   | 《基本法》修正案                           | 2009年3月19日  | BGBI. I S. 606       | 106, 107, 108                                                                        | 修改     |
| 54   | 《基本法》修正案                           | 2009年3月19日  | BGBI. I S. 606       | 106b                                                                                 | 新增     |
| 55   | 新增《基本法》第45d条                      | 2009年7月17日  | BGBI. I S. 1977      | 45d                                                                                  | 新增     |
| 56   | 修改《基本法》第87d条                      | 2009年7月29日  | BGBI. I S. 2247      | 87d                                                                                  | 修改     |
| 57   | 《基本法》修正案                           | 2009年7月29日  | BGBI. I S. 2248      | 104b, 109, 115                                                                       | 修改     |
| 57   | 《基本法》修正案                           | 2009年7月29日  | BGBI. I S. 2248      | 91c, 91d, 109a, 143d                                                                 | 新增     |
| 58   | 新增《基本法》第91e条                      | 2010年7月21日  | BGBI. I S. 944       | 91e                                                                                  | 新增     |
| 59   | 修改《基本法》第93条                       | 2012年7月11日  | BGBI. I S. 1478      | 93                                                                                   | 修改     |
| 60   | 修改《基本法》第91b条                      | 2014年12月23日 | BGBI. I S. 2438      | 91b                                                                                  | 修改     |
| 61   | 修改《基本法》第21条                       | 2017年7月13日  | BGBI. I S. 2346      | 21                                                                                   | 修改     |
| 62   | 《基本法》修正案                           | 2017年7月13日  | BGBI. I S. 2347      | 90, 91c, 104b, 107, 108, 109a, 114, 125c, 143d                                       | 修改     |
| 62   | 《基本法》修正案                           | 2017年7月13日  | BGBI. I S. 2347      | 104c, 143e, 143f, 143g                                                               | 新增     |
| 63   | 修改《基本法》                             | 2019年3月28日  | BGBI. I S. 404       | 104b, 104c, 125c, 143e                                                               | 修改     |
| 63   | 修改《基本法》                             | 2019年3月28日  | BGBI. I S. 404       | 104d                                                                                 | 新增     |
| 64   | 修改《基本法》                             | 2019年11月15日 | BGBI. I S. 1546      | 72, 105, 125b                                                                        | 修改     |
| 65   | 修改《基本法》第104a条                     | 2020年9月29日  | BGBl I S. 2048       | 104a                                                                                 | 修改     |
| 65   | 修改《基本法》第104a条                     | 2020年9月29日  | BGBl I S. 2048       | 143h                                                                                 | 新增     |
| 65   | 修改《基本法》第104a条                     | 2020年9月29日  | BGBl I S. 2048       | 143h                                                                                 | 废止     |
| 66   | 修改《基本法》第87a条                      | 2022年6月28日  | BGBl. I S. 968       | 87a                                                                                  | 修改     |
| 67   | 修改《基本法》第82条                       | 2022年12月19日 | BGBl. I S. 2478      | 82                                                                                   | 修改     |
| 68   | 修改《基本法》第93、94条                   | 2024年12月20日 | BGBl. I S. 439       | 93，94                                                                               | 修改     |
| 69   | 修改《基本法》第109条、第115条及第143h条   | 2025年3月22日  | BGBl. I Nr. 94       | 109，115                                                                             | 修改     |
| 69   | 修改《基本法》第109条、第115条及第143h条   | 2025年3月22日  | BGBl. I Nr. 94       | 143h                                                                                 | 新增     |

### 适用期限
根据《基本法》第146条，当德国人民通过自由自决制定新宪法并生效时，《基本法》即告失效。但《基本法》本身并未呼吁制定此类宪制性文件。
1949年原版序言规定，《基本法》的任务是“为过渡时期的国家生活提供新秩序”，并以“全体德国人民仍应通过自由自决完成德国统一与自由”作结。1990年依《统一条约》修订后，《基本法》序言被简化为“德国人民基于制宪权制定本《基本法》”，并宣告“各州德国人民通过自由自决实现国家统一与自由，本《基本法》自此适用于全体德国人民”。第146条新增“在完成德国统一与自由后适用于全体德国人民”的表述，明确该条款在统一后继续有效。
学界主流观点认为，仅当出现“重大国家危机”或“欧洲一体化挑战”时，才有必要以新宪法取代《基本法》。
此外，《基本法》未规定制定新宪法的具体路径，例如由谁起草宪法草案或最终决策机制。宪法可通过全民公投或制宪会议通过。
有观点认为，只有通过直接的全民公决的宪法才符合《基本法》的宪政目标，否则临时状态仍持续。但多数公法学者认为这不构成民主缺陷，因为适用的代议民主原则在质量与民主理论上均无瑕疵，而是制度性的根本选择。原《基本法》强调“人民自由自决”（针对东德的政治压迫），但《基本法》本身从未要求直接表决。1990至1994年间，德国人民已通过修宪立法机关持续表达自由意志；“《基本法》为德国人民提供了有效、尊严且受尊重的宪法，使其得以在民主、法治、社会的联邦国家中享有自由生活”。保留第146条既不排除也不要求制定新宪法。
这部适用于全德的宪法仍称“基本法”，看似与现实矛盾，实则不然。《基本法》不仅完全具备宪法功能并在历史实践中确立其地位，更满足宪法的合法性要求。保留“德意志联邦共和国基本法”名称既有历史原因，也体现对议会委员会工作的尊重。现今宪法立法实践可简化为：《基本法》即宪法（Das Grundgesetz ist die Verfassung）。

### 适用范围
德国统一后，《基本法》作出了如下修改：
- 如今的序言规定，《基本法》适用于全体德国人民，从而正式废除了原本序言中所订之重新统一使命。
- 原第23条被废除，该条款曾为《基本法》在“德国其他地区”的适用保留可能。
- 第146条明确表明，德国统一已经完成。

由此可以确定，《基本法》的适用范围以当前德国边界为最终界限，并且德意志联邦共和国不持有任何领土要求。

## 评价
《基本法》被视为成功实现民主重建的典范，这尤其体现在联邦宪法法院的设立上。该法院通过其判例对宪法解释和宪政实践产生了决定性影响。联邦宪法法院被赋予的广泛权限前所未有，而人性尊严原则的核心地位也被多国宪法所借鉴。
然而常有人指出，德国稳定民主体制的发展与其说归功于《基本法》的具体设计，不如说源于战后的经济繁荣。对此反驳观点认为：（西）德经济实力的发展离不开稳定的法律和政治条件，特别是通过社会国原则和宪法对工会与雇主协会的保障（第9条第3款）所实现的社会安定。
《基本法》基于权力制衡设计的国家组织架构已获实践验证，这一点几无争议。但联邦制（即联邦参议院的否决权机制）常被视为阻碍重大改革实施的制度瓶颈，这使得《基本法》实质上催生了一种共识民主模式。

### 腳註
1. ↑  . www.gesetze-im-internet.de.   [2024-03-20]. （原始内容存档于2020-05-12）.
2. ↑  Görtemaker, Manfred. . bpb.de. 2007-09-01  [2025-05-08]. （原始内容存档于2022-05-27） （德语）.

### 文獻
- 60 Jahre Grundgesetz （页面存档备份，存于） (= Aus Politik und Zeitgeschichte 18–19). 27. April 2009 (PDF （页面存档备份，存于）; 3,2 MB).
- Uwe Andersen, Wichard Woyke (Hrsg.): Handwörterbuch des politischen Systems der Bundesrepublik Deutschland. 5. überarbeitete und aktualisierte Auflage, Leske + Budrich, Opladen 2003, ISBN 3-8100-3670-6.
- Karl Dietrich Bracher: Das deutsche Grundgesetz als Dokument historisch-politischer Erfahrung. In: Hedwig Kopetz/Joseph Marko/Klaus Poier (Hg.): Soziokultureller Wandel im Verfassungstaat. Phänomene politischer Transformation. Festschrift für Josef Mantl zum 65. Geburtstag. Bd. 1. Böhlau Verlag, Wien/Köln/Weimar 2004, ISBN 3-205-77211-3, S. 759–779.
- Carl Creifelds (Begr.): Rechtswörterbuch. Hrsg. von Klaus Weber, 17. Auflage, C.H. Beck, München 2002, Stichwort „Grundgesetz (GG)“, S. 623 f.
- Christian Bommarius: Das Grundgesetz. Eine Biographie. Rowohlt, Berlin 2009, ISBN 978-3-87134-563-0.
- Joachim Detjen: Die Werteordnung des Grundgesetzes. VS Verlag, Wiesbaden 2009, ISBN 978-3-531-16733-6.
- Christof Gramm, Stefan Ulrich Pieper: Grundgesetz: Bürgerkommentar. Nomos Verlag, Baden Baden 2008, ISBN 978-3-8329-2978-7.
- Peter Häberle: Das Grundgesetz zwischen Verfassungsrecht und Verfassungspolitik. Ausgewählte Studien zur vergleichenden Verfassungslehre in Europa. Nomos, Baden-Baden 1996, ISBN 3-7890-4005-3.
- Peter Häberle: Das Grundgesetz der Literaten. Der Verfassungsstaat im (Zerr-)Spiegel der Schönen Literatur. Nomos Verlagsgesellschaft, Baden-Baden 1983, ISBN 3-7890-0886-9.
- Konrad Hesse: Grundzüge des Verfassungsrechts der Bundesrepublik Deutschland, 20. Auflage, C.F. Müller Verlag, Heidelberg 1999, ISBN 3-8114-7499-5.
- Axel Hopfauf: Einleitung zum Grundgesetz. In: Hans Hofmann/Axel Hopfauf (Hrsg.): Kommentar zum Grundgesetz. 12. Auflage, Carl Heymanns Verlag, Köln 2011, ISBN 978-3-452-27076-4.
- Hans D. Jarass, Bodo Pieroth: Grundgesetz für die Bundesrepublik Deutschland. Kommentar. 11. Auflage, Beck, München 2011, ISBN 978-3-406-60941-1.
- Albert Krölls: Das Grundgesetz – ein Grund zum Feiern? Eine Streitschrift gegen den Verfassungspatriotismus. VSA, Hamburg 2009, ISBN 978-3-89965-342-7.
- Peter Schade: Grundgesetz mit Kommentierung. 8. Auflage, Walhalla-Fachverlag, Regensburg 2010, ISBN 978-3-8029-7176-1.
- Maximilian Steinbeis, Marion Detjen, Stephan Detjen: Die Deutschen und das Grundgesetz. Geschichte und Grenzen der Verfassung. Pantheon, München 2009, ISBN 978-3-570-55084-7.
- Klaus Stern: Das Grundgesetz im europäischen Verfassungsvergleich. Vortrag gehalten vor der Juristischen Gesellschaft zu Berlin am 26. Mai 1999, de Gruyter, Berlin/New York 2000, ISBN 3-11-016824-3.